# Game & Watch
Game & Watch – seria przenośnych konsol gier wideo (gier elektronicznych) zaprojektowanych przez Gunpei Yokoi i sprzedawanych w latach 1980–1991, z których pierwsza została wydana 28 kwietnia 1980 roku przez Nintendo.
Większość urządzeń oprócz jednej wbudowanej gry zawierała zegarek z alarmem (czas wyświetlany na ekranie), który po raz pierwszy pojawił się w Game & Watch Panorama 30 sierpnia 1983 roku. Konsole te, a raczej ich rosyjskie zamienniki produkowane przez firmę Elektronika, były znane również w Polsce w latach 80. XX wieku. Konsole Game & Watch zyskały wielką popularność pomimo uproszczonych gier, jakie zawierały; stały się pierwszymi przenośnymi konsolami gier wideo. W 2020 roku wydano odświeżoną wersję konsoli, wyposażoną w kolorowy ekran ciekłokrystaliczny.
Gry wydane na Game & Watch były publikowane kilkakrotnie na innych platformach w formie antologii (między innymi Game & Watch Gallery z 1997 roku, wielokrotnie wznawiana). Postać występująca w większości z nich otrzymała imię Mr. Game & Watch oraz wystąpiła w grach Super Smash Bros. Melee na konsolę GameCube, Super Smash Bros. Brawl na konsolę Wii, Super Smash Bros. for Wii U i Super Smash Bros. Ultimate na konsolę Nintendo Switch.